# 寺地五一
寺地 五一（てらち ごいち、1943年 - ）は、日本の翻訳家、英語教師、先住民族支援活動家、元東京経済大学専任講師。

## 経歴
新潟県生まれ。高校生だった1961年から1962年にかけてAFS交換留学8期生として渡米し、ニューヨーク州のマッセナ高等学校を卒業した。
東京外国語大学卒業後、1967年から1971年にかけて神戸製鋼所に勤務した。東京外国語大学大学院修士課程（米文学専攻）に進み、修了。日本獣医畜産大学（後の日本獣医生命科学大学）専任講師となり、1978年に東京経済大学専任講師に転じた。
1980年代には田島伸悟とともに、『初級クラウン英和辞典』の改訂に取り組んだ。
1990年から1991年にかけて、コロラド大学ボルダー校を拠点として、各地の先住民族居留地の状況を見聞した。
大学では専任講師のまま、学部長に相当する職である全学共通教育センター長を、2002年から2004年にかけて務めた。2008年に、東京経済大学を退職した。
長年国際交流ボランティアを続けており、特に「草の根先住民サポーター」、「先住民族サポーター」と称してアイヌとアボリジニの交流活動などを支援している。また、ドキュメンタリーとして制作された2010年の映画『TOKYOアイヌ』の製作委員会にも参加した。

## 主な著書・訳書

### 共著
- （山口俊治との共著）英会話QR-800 : スピーキングの反応速度訓練、語学春秋社、1983年
- （大村数一との共著）アメリカ一日一言、ジャパンブック、2012年

### 訳書
- ウィリアム・コツウィンクル 著、バドティーズ大先生のラブ・コーラス、サンリオ（サンリオSF文庫）、1980年
- イアン・ワトスン 著、マーシャン・インカ、サンリオ（サンリオSF文庫）、1983年
- ジョエル・マコーワー 著、ウッドストック : 1969年・夏の真実、新宿書房、1991年

### 共訳書
- （高木直二との共訳） フィリップ・K・ディック 著、去年を待ちながら、東京創元社（創元推理文庫）、1989年
- （山崎陽子との共訳） リーン・ポールトフリート 絵、ヴィル・ヒュイゲン 文、ノーム 新版、サンリオ、1992年（後に愛蔵版、新装愛蔵版などがある）
- （寺地正子との共訳） ジェイムズ・W・ダグラス著、ジョン・F・ケネディはなぜ死んだのか : 語り得ないものとの闘い、同時代社、2014年